# Bruden
Bruden är en sjö i Fagersta kommun i Västmanland och ingår i Norrströms huvudavrinningsområde.